# Olle Hahlin
Olle Hahlin (23 dicembre 1997) è uno sciatore alpino svedese.

## Biografia
Specialista delle prove veloci attivo dal novembre del 2013, Hahlin ha esordito in Coppa Europa il 13 febbraio 2019 a Sarentino in discesa libera (73º); non ha debuttato in Coppa del Mondo né preso parte a rassegne olimpiche o iridate.

## Palmarès

### Campionati svedesi
- 2 medaglie:
  - 2 bronzi (discesa libera, supergigante nel 2023)